# جوك ريتشاردسون
جوك ريتشاردسون (بالإنجليزية: Jock Richardson)‏ (11 نوفمبر 1911 في المملكة المتحدة - 1986) هو لاعب كرة قدم بريطاني (وحمل سابقاً جنسية المملكة المتحدة لبريطانيا العظمى وأيرلندا) في مركز الدفاع. لعب مع توتنهام هوتسبير ونادي بورنموث ونادي ريدنغ ونادي ماذرويل وBournemouth F.C. ‏ ونادي فوكستون وNorthfleet United F.C. ‏.